# 東京地学協会
公益社団法人東京地学協会（とうきょうちがくきょうかい、Tokyo Geographical Society）は、1879年（明治12年）4月18日に創立された、地理学、地球科学に関する学会である。

## 概要
会員数約800名（1998年）。地学の専門家によって構成されている。地質鉱物学約60％、地理学約30％、地球物理学その他約10％で構成され、地学における専門分野の連携を促し、その総合的な発展・普及を推進することを目的としている。学術雑誌『地学雑誌』を年6冊刊行している。多くの学会のような研究発表大会は開催されていない。地学の普及のために、一般向けの学術講演会、見学会、地学を楽しむ会、毎月の講演懇談会などが開催するほか、書籍の編集発行や、地学に関する調査研究・会議などへの助成、東京地学協会メダル等による顕彰を行っている。
2012年4月1日に公益社団法人に移行。

## 活動

### 見学会
- 2010年度：「国分寺崖線（ハケ）」（日帰り）高村弘毅・河野忠・小玉浩
- 2009年度：「青梅の段丘と上総層群」（日帰り）植木岳雪
- 2004年度：「火山の脅威を知る　支笏火山・有珠火山 -過去及び現在の噴火-」中村有吾・岡田弘
- 2003年度：「松本平と伊那谷周辺の鮮新世－更新世テフラと堆積物から中部山岳と盆地の形成過程をさぐる」町田　洋・松島信幸・寺平宏・小泉明裕・久保純子
- 2002年：「鬼怒川地溝北部の地形発達－那須・高原火山および関谷断層の活動との関連で－」　小池一之・鈴木毅彦
- 2001年：「伊豆大島の噴火史と1986年噴火をふりかえる」鈴木毅彦
- 2000年：「国土地理院と地質調査所見学」　中尾征三（文部省）・野上道男（日本大学）
- 1999年：「浅間山の災害と軽井沢・佐久盆地」
- 1998年：「諏訪および伊那周辺の活断層（糸魚川静岡構造線、中央構造線、中央アルプス東縁の活断層）、中央構造線博物館、伊那谷テフラと段丘など」松島信幸・寺平宏
- 1997年：「箱根火山、大磯丘陵　大湧谷自然科学館、カルデラ形成とその後の活動、生命の星地球博物館、温泉地学研究所、大磯丘陵の箱根テフラ」浜田隆士・袴田和夫・町田　洋
- 1996年：「甲府盆地」活断層、韮崎岩屑なだれ、河床の急激な洗掘、宝石博物館など」今泉俊文（山梨大）・砂川一郎（山梨県宝石美術専門学校）

### 地学を楽しむ会
- 2003年：第5回「東京低地の地形と歴史」案内：久保純子
- 2001年：第4回「秩父盆地の地形と火山灰をみる」案内：鈴木毅彦
- 2000年：第3回「新宿御苑」案内：三上岳彦，木村圭司
- 1999年：第2回「箱根・北伊豆地域の地震と断層を考える」案内：笠原順三、松島義章、山崎晴雄、小林　淳、町田　洋
- 第1回「伊能図から現代の地図まで（東京地学協会と周辺、水準原点から佐原市の伊能忠敬記念館～国土地理院の地図と測量の科学館）」

## 歴史
1878年（明治11年）、オーストリア国駐在書記官をしていた渡辺洪基がウィーン地理学協会会員となり、国の発展において地学が多くの可能性をもっていることを知って、日本にも地学を専門とする機関が必要であると痛感した。帰国後、榎本武揚（もと駐露公使）、花房義質（朝鮮代理公使）、鍋島直大（もとイギリス王立地理学会会員）、長岡護美（アメリカ・イギリスに6年間留学）と感を同じくし、協会の創設に向け、同志を集める。
1879年4月、北白川宮能久親王を社長、榎本武揚、鍋島直大を副社長、渡辺洪基、桂太郎、北沢正誠、長岡護美を幹事に東京地学協会を創立した。同年、会誌『東京地学協会報告』を刊行。1893年、東京大学地質学科内の地学会と合併し合併以降は、同会の「地学雑誌」を東京地学協会の会誌として発行している。創設初期の会員は政治家、外交官、軍人、華族で構成され、会長は、創立初期には能久親王、載仁親王、榎本武揚、徳川頼倫、細川護立などが務めていた（創立時、社員は入社金10円、会費12円を要するなど、普通の学術団体とは比べ物にならない裕福な団体であった）。しかし日本に地学の専門家、愛好家が増えるにつれ、地学者が運営に当たるようになり、1970年以降は研究者も会長に就任している。
協会はイギリスのRoyal Geographical Societyを見本とし、海外の調査に早くから関心をもった。1910～16年（明治末～大正初）にかけて、「清国地理調」と称し、中国中南で独自の調査を敢行。増補追加して『支那地学調査報告』3巻、化石図譜1巻、全図・地質図4葉などを出版した。これは当時の日本において驚くべき功績といえる。
1920年代に入り、科学の分化に伴い地学分野も多種の専門分野に分化し始め、地学に関する専門雑誌が各種刊行されるようになったこと、関東大震災によって、会館、蔵書、資料が全て焼失し、その後の事業にも多くの制約を受けたことなどから、協会は地質調査所の庇護を受けるような状況になった。しかし、会員たちの努力によって1930年には会館を復興し、日中戦争の中では、1938年から1943年までシナ関係の論文だけで編集した「支那号」を刊行し、地学の立場から中国大陸の分析を進め、知識の普及を図った。敗戦後の難航期は拮据経営して乗り越え、1961年より地学雑誌を隔月刊として刊行した。
東京地学協会は、草創期から第二次世界大戦期まで、調査研究・見学旅行を世界各地で実施し、その成果を後援会や雑誌に発表、また、地質図の刊行を行い、戦後は、地質鉱物学、地理学、地球物理学、など、1920年代以降、これまで積み重ねてきた地学の専門的な研究の成果と、社会の連携を試みる活動を行いながら今日に至っている。

## 日本の地球科学界における役割
東京地学協会が、西洋的地理学を日本へ導入し、それが発達するに伴い、地理学は自然地理学の分野において成長してきた。その後、人文科学の発達が地理学の中にも及び、人文地理学という分野が発達し、さらに、社会科学的方法による経済地理や社会地理が発達した。このことから、西洋的地理学は現在における日本の地理学の発展への一歩として不可欠なものであり、東京地学協会の果たした大きな役割の1つは、その一歩を踏み出したことである。また、海外の調査研究を数多く行い、その調査結果の分析・研究を深め、国内に限らず地球規模での研究を重ね、地球科学の発展に貢献している。近代に入ると地質鉱物学、地理学、地球物理学など、専門的に分化した地学の諸分野に科学的見地からアプローチを行い、その研究成果と、社会とを結び付ける役目を担っている。

## なぜ地理学でなく地学なのか
東京地学協会は、渡辺洪基がウィーンにおいて会員だったGeographische Gesellschaft、鍋島直大、長岡護美がロンドンにおいて会員だったGeographical Societyを範としているのに、geographyの訳語をそのまま用いて地理学協会と名付けず「東京地学協会」と名付けている。これには2つの理由が考えられている。
1つは、当時、明治10-20年代、地理という言葉は中国伝来の国郡誌（方誌）を指していたと思われることである。これは、文献を模索することで地方国軍の沿革を調べ、一定の基準によって現状を記載することである。この史官的思想によって、日本では明治初期から太政官地誌課あるいは内務省地理局において、『皇国地誌』の編集を全国的に進行させていた。これが当時の地理のもつ固定した意味であった。
もう1つは、西洋伝来のゼオガラヒーの意味である。この言葉は、幕末には、五大洲の形状、人種、各国の政体・都府・軍備等を主とする諸国誌を意味し、やがて慶応から明治初期にかけては、国尽くし・往来もの風の世界知識を意味し、さらに学制発布に伴い文部省や師範学校に取り入れられて、教育のための重要な素材として用いられたものを意味した。このような意味内容で解釈された地理以外のものを渡辺洪基らがヨーロッパで見て、それを日本でも必要だと考え、それを日本語で表すには、従来の地理では誤解を招く可能性があったため、協会の創設者たちはGeographical Societyを地理学協会とせず、地学協会としたのである。なぜ、従来の地理では誤解を招く可能性があったのかと言うと、当時の人々にとって地理は江戸時代以来の、土地・国状の記載を意味していたからである。当時の人々は、Geology（地質学）を、土地のことを研究する学問と解釈し、それを地学と呼んだ。小藤文次郎は、元来、地学は地球学の意味であったが、東京地学協会の人々は、地球学を省略して地学とし、その名称が類似しているため、地理学Geo-graphyをErdkunde（地学）としたと述べている。現在、日本で地学はEarth Scienceと訳され、Geographyは地理学であるのに、地学雑誌の英名が「journal of Geography」となっている理由もここにある。

## 地学雑誌の進路に影響を与えた人々

### 小藤文次郎
東京大学地質学科第一回卒業生の小藤文次郎は、地理学に特別の関心を示し、1885年（明治18年）ドイツ留学から帰国して、理科大学教授となり、地質学の研究・教育に従事すると共に、1889年（明治22年）地学雑誌を創刊すると、地理学について十数回にわたって講義を執筆した。彼の論稿は、従来の東洋的な内務省地理局風の地理学ではなく、ドイツで見て学びそして身に付けてきた地理学だった。これは、日本語で西洋風地理学の体系を導入した第一歩といえる。明治10-20年代の小藤らの地理学は地学（Erdkunde）としてこれをとらえた。小藤らは、地学は土地の学（geo-logy）で地質学・鉱物学・地理学を含んだものであるとした。他方で、幕末以来、地理学は地球星学と地文学と邦制地理から構成されるというのが通説であり、小藤らの地学者の地理学も地球星学・地文学の自然地理的なものと、邦制地理の人文的なものとを、何かしらの限定も理論もなく並列して顧みないといった矛盾をもっていた。しかし、地理学の中で学問として最も早く定立していったのは、ヨーロッパの場合同様、自然科学的側面、特に地質・地体構造から地貌地形に関する研究記述であった。

### 小川琢治
小川琢治は1900年（明治33年）に地学協会に入会するとすぐに地学雑誌の編集を任された。小川は、入会以前から読者の質問への応門を書いたり、協会の依嘱を受けた神保小虎の命により、読書渉猟の末、『台湾諸島誌』を書きあげたり、また1898年（明治31年）、山上万次郎の退官の後に地質調査所に就職したこともあって協会との関係は深かった。当時、地質調査所には岩石・資質・鉱床など地質学に関すること以外は何も書かない学者ばかりで、書評・雑録・雑報と幅広い対象をこなせるのは小川ただ一人であった。
1900年（明治33年）にパリ万国博覧会が開かれるにあたり、百万分一日本地質全図を出すことになったとき、小川は自ら提案して中央日本の地質全図を出し、陳列員かつ審査員として渡米した。1年余りのヨーロッパ滞在を得て、本職の地質調査より地理学に対して視野を広め、感覚を養ってきたので、その後の地学雑誌への執筆の際には縦横に筆をふるまうことになる。地学雑誌が協会に移った明治20年代後半から地質学以外の記述をした学者は少ない。しかし小川は早くから地質・鉱物と人文・社会の問題について両者を相互に扱うことができた。小藤は従来のあやふやな地学に代わって地理学を協会の当面の対象とし、地学協会、地学雑誌の地理学への指向に貢献した。また、外国旅行談・探検談を多く掲載し、地学雑誌の体質を作り出した。